# Самце
Самце (англ. Samtse), также известный как Чамарчи (англ. Chamarchi) и Самчи (англ. Samchi) — город в Бутане, административный центр дзонгхкага Самце.

## Население
Население города составляет 4981 человек (перепись 2005 г.), а по оценке 2012 года — 5479 человек.

## География
Самце находится в зоне субтропического муссонного климата, на высоте около 417 метров над уровнем моря.

## Климат
Здесь жаркое и влажное лето, холодная и сухая зима, а годовое количество осадков составляет от 1500 до 4000 мм.